# パリメトロ13号線
13号線（13ごうせん、フランス語: Ligne 13）は、パリ交通公団（RATP）の運営するフランスの首都パリを含むイル＝ド＝フランス地域圏のメトロ（地下鉄）路線の一つ。パリ郊外北西部アニエール＝シュル＝セーヌとジュヌヴィリエの境界のアニエール＝ジュヌヴィリエ＝レ・クルティーユ駅、およびパリ郊外北部サン＝ドニのサン＝ドニ＝ユニヴェルシテ駅と、パリ郊外南部シャティヨンとモンルージュの境界のシャティヨン＝モンルージュ駅までを南北に結ぶ。1911年に開業。

## 概要
パリメトロ13号線は、パリのメトロ（地下鉄）路線のひとつで、パリ北西のアニエール＝ジュヌヴィリエ＝レ・クルティーユ駅と北方のサン＝ドニ＝ユニヴェルシテ駅を起点に南に伸びる2つの分岐線が合流し、中心街を南に進み、市外に出て、シャティヨン＝モンルージュ駅に至る。路線の長さは22.5キロメートルに達し、パリのメトロでは最も長い。

13号線の路線図

## 沿線概況
パリメトロ13号線は、パリの北西方向と北方向から南に伸びる2つの分岐線が合流し、中心街を南に進み、市外に出て、シャティヨン＝モンルージュ駅に至る。
北西方向からの分岐線の北端はアニエール＝ジュヌヴィリエ＝レ・クルティーユ駅で、パリ市外に位置している。路線は、ここから南東方向に進んで市内に入り、ラ・フルシュ駅で北方向からの分岐線と合流する。北方向からの分岐線の北端はサン＝ドニ＝ユニヴェルシテ駅で、市外に位置している。路線は、ここから南西方向に進んで市内に入り、ラ・フルシュ駅で北西方向からの分岐線と合流する。
合流後、ラ・フルシュ駅から南に進み、サン・ラザール駅、シャンゼリゼ＝クレマンソー駅、アンヴァリッド駅、モンパルナス＝ビヤンヴニュ駅などパリの中央付近を縦断、ゲテ駅を過ぎる付近から南西に進んで市外に出て、終点のシャティヨン＝モンルージュ駅に至る。

## 歴史

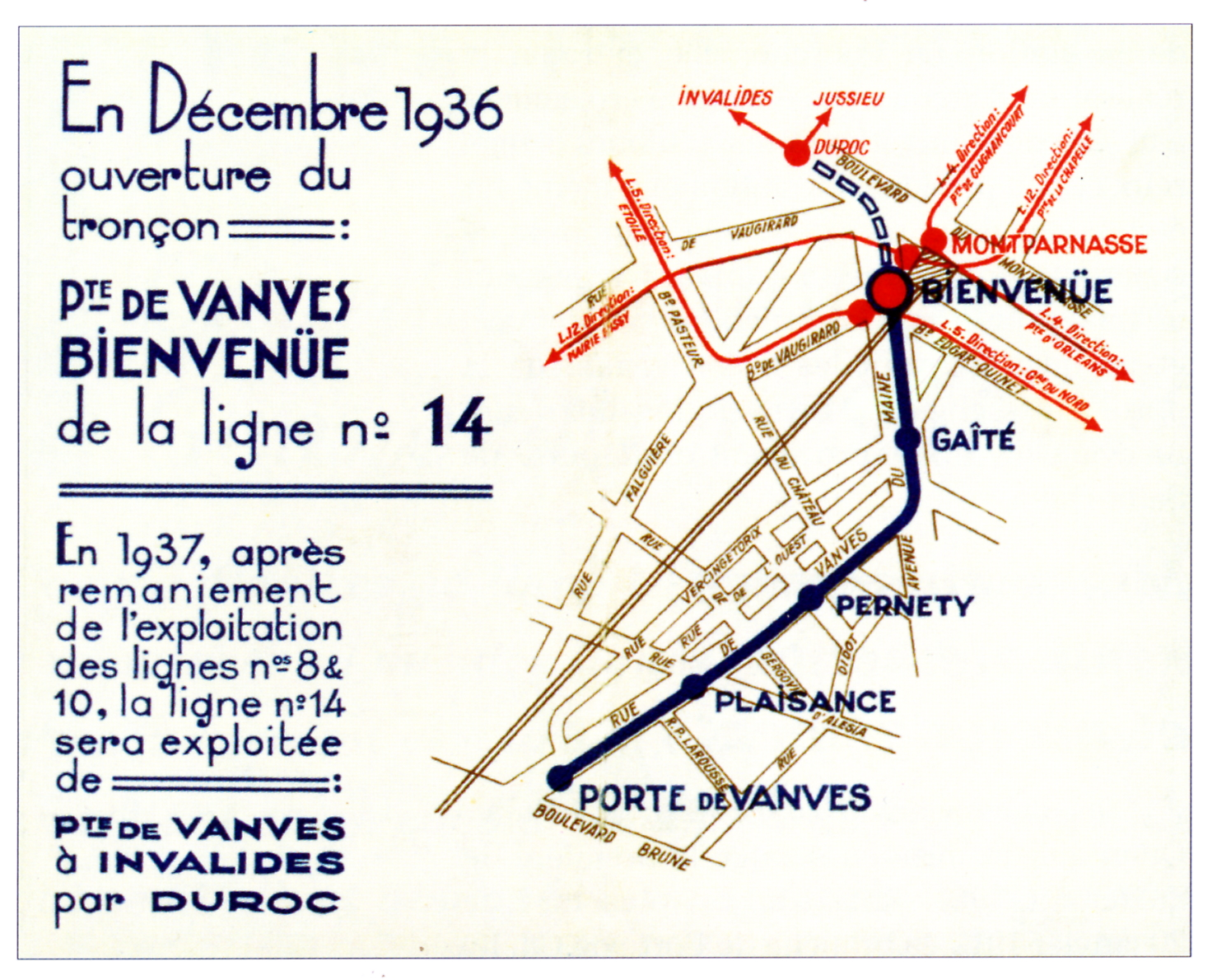
14号線(現13号線の一部)開通を知らせるポスター(1936年)

パリ北南電気鉄道（北南線）によって、1911年2月26日にサン＝ラザール駅〜ポルト・ド・サントゥアン駅が開業。以降、延伸工事が繰り返され、1976年6月20日までにはシャンゼリゼ＝クレマンソー駅〜バジリク・ド・サン＝ドニ駅間とラ・フルシュ駅〜ポルト・ド・クリシー駅間の分岐線が開通した。
これとは別に1937年1月12日にモンパルナス＝ビヤンヴニュ駅〜ポルト・ド・ヴァンヴ駅間に14号線が開通し、7月にはアンヴァリッド駅まで延伸したものの長らくそのままとなっていた。その後、RERの建設に伴う利便性の向上を図るため、13号線と14号線の連結工事が始まり、1976年11月9日にシャンゼリゼ＝クレマンソー駅〜アンヴァリッド駅が開通。両者は一本のレールで結ばれ、14号線は13号線に統合された。2008年6月14日、現在の形となった。

## 駅一覧

### 本線・サン＝ドニ方面
| 駅名                                 | 駅名                                             | 接続路線 | 地上／地下 | 所在地                     | 所在地                     |
| ------------------------------------ | ------------------------------------------------ | --- | ---------- | -------------------------- | -------------------------- |
| サン＝ドニ＝ユニヴェルシテ駅         | Saint-Denis - Université                         | トラム： 5号線（ギンヌメール停留所）                                                                             | 地下区間   | サン＝ドニ                 | サン＝ドニ                 |
| バジリク・ド・サン＝ドニ駅           | Basilique de Saint-Denis （Hôtel de Ville）      | トラム： 1号線 トラム： 5号線（マルシェ・デュ・サン＝ドニ停留所）                                                | 地下区間   | サン＝ドニ                 | サン＝ドニ                 |
| サン＝ドニ＝ポルト・ド・パリ駅       | Saint-Denis - Porte de Paris （Stade de France） | トラム： 8号線                                                                                                   | 地下区間   | サン＝ドニ                 | サン＝ドニ                 |
| カルフール・プレイエル駅             | Carrefour Pleyel                                 | メトロ： 14号線（サン＝ドニ＝プレイエル駅） RER： D線（スタッド＝ド＝フランス＝サン＝ドニ駅）                    | 地下区間   | サン＝ドニ                 | サン＝ドニ                 |
| メリー・ド・サン＝トゥアン駅         | Mairie de Saint-Ouen Région Île-de-France        | メトロ： 14号線                                                                                                  | 地下区間   | サン＝トゥアン             | サン＝トゥアン             |
| ガリバルディ駅                       | Garibaldi                                        | | 地下区間   | サン＝トゥアン             | サン＝トゥアン             |
| ポルト・ド・サン＝トゥアン駅         | Porte de Saint-Ouen                              | トラム： 3b線 | 地下区間   | パリ                       | 17区、18区                 |
| ギー・モケ駅                         | Guy Môquet                                       | | 地下区間   | パリ                       | 17区、18区                 |
| ラ・フルシュ駅                       | La Fourche                                       | メトロ： 13号線（アニエール方面）                                                                                | 地下区間   | パリ                       | 17区、18区                 |
| プラス・ド・クリシー駅               | Place de Clichy                                  | メトロ： 2号線                                                                                                   | 地下区間   | パリ                       | 8区、9区、17区、18区       |
| リエージュ駅                         | Liège                                            | | 地下区間   | パリ                       | 8区                        |
| サン＝ラザール駅                     | Saint-Lazare                                     | メトロ： 3号線、 12号線、 14号線 RER： E線（オスマン＝サン＝ラザール駅） トランシリアン： J線、 L線 フランス国鉄 | 地下区間   | パリ                       | 8区、9区                   |
| ミロメニル駅                         | Miromesnil                                       | メトロ： 9号線                                                                                                   | 地下区間   | パリ                       | 8区                        |
| シャンゼリゼ＝クレマンソー駅         | Champs-Élysées - Clemenceau                      | メトロ： 1号線                                                                                                   | 地下区間   | パリ                       | 8区                        |
| アンヴァリッド駅                     | Invalides                                        | メトロ： 8号線 RER： C線                                                                                         | 地下区間   | パリ                       | 7区                        |
| ヴァレンヌ駅                         | Varenne                                          | | 地下区間   | パリ                       | 7区                        |
| サン＝フランソワ＝グザヴィエ駅       | Saint-François-Xavier                            | | 地下区間   | パリ                       | 7区                        |
| デュロック駅                         | Duroc                                            | メトロ： 10号線                                                                                                  | 地下区間   | パリ                       | 6区、7区、15区             |
| モンパルナス＝ビヤンヴニュ駅         | Montparnasse - Bienvenüe                         | メトロ： 4号線、 6号線、 12号線 トランシリアン： N線（モンパルナス駅） フランス国鉄（モンパルナス駅）            | 地下区間   | パリ                       | 6区、14区、15区            |
| ゲテ駅                               | Gaîté Joséphine Baker                            | | 地下区間   | パリ                       | 14区                       |
| ペルヌティ駅                         | Pernety                                          | | 地下区間   | パリ                       | 14区                       |
| プレザンス駅                         | Plaisance                                        | | 地下区間   | パリ                       | 14区                       |
| ポルト・ド・ヴァンヴ駅               | Porte de Vanves                                  | トラム： 3a線 | 地下区間   | パリ                       | 14区                       |
| マラコフ＝プラトー・ド・ヴァンヴ駅   | Malakoff - Plateau de Vanves                     | | 地下区間   | マラコフ、ヴァンヴ         | マラコフ、ヴァンヴ         |
| マラコフ＝リュ・エティエンヌ・ドレ駅 | Malakoff - Rue Étienne-Dolet                     | | 地上区間   | マラコフ                   | マラコフ                   |
| シャティヨン＝モンルージュ駅         | Châtillon - Montrouge                            | トラム： 6号線                                                                                                   | 地上区間   | シャティヨン、モンルージュ | シャティヨン、モンルージュ |

- 全線各駅停車、快速運転はない。

### アニエール方面
| 駅名                                           | 駅名                                    | 接続路線                                | 地上／地下 | 所在地                                     | 所在地                                     |
| ---------------------------------------------- | --------------------------------------- | --------------------------------------- | ---------- | ------------------------------------------ | ------------------------------------------ |
| アニエール＝ジュヌヴィリエ＝レ・クルティーユ駅 | Asnières - Gennevilliers Les Courtilles | トラム： 1号線                          | 地下区間   | アニエール＝シュル＝セーヌ、ジュヌヴィリエ | アニエール＝シュル＝セーヌ、ジュヌヴィリエ |
| レジャネット駅                                 | Les Agnettes                            |                                         | 地下区間   | アニエール＝シュル＝セーヌ、ジュヌヴィリエ | アニエール＝シュル＝セーヌ、ジュヌヴィリエ |
| ガブリエル・ペリ駅                             | Gabriel Péri                            |                                         | 地下区間   | アニエール＝シュル＝セーヌ、ジュヌヴィリエ | アニエール＝シュル＝セーヌ、ジュヌヴィリエ |
| メリー・ド・クリシー駅                         | Mairie de Clichy                        |                                         | 地下区間   | クリシー                                   | クリシー                                   |
| ポルト・ド・クリシー駅                         | Porte de Clichy Tribunal de Paris       | メトロ： 14号線 RER： C線 トラム： 3b線 | 地下区間   | パリ                                       | 17区                                       |
| ブロシャン駅                                   | Brochant                                |                                         | 地下区間   | パリ                                       | 17区                                       |
| ラ・フルシュ駅                                 | La Fourche                              | メトロ： 13号線（サン＝ドニ方面）       | 地下区間   | パリ                                       | 17区                                       |

- 全線各駅停車、快速運転はない。